# Rustavi International Motorpark
Rustavi International Motorpark, gruz. რუსთავის საერთაშორისო ავტოდრომი – tor wyścigowy znajdujący się w Rustawi.

## Historia
Kompleks w Rustawi był trzecim kompleksem tego typu w ZSRR i jedynym położonym w górzystym terenie. Otwarcie nastąpiło w 1978 roku, chociaż nie ukończono wówczas całego obiektu; gotowe były: tor samochodowy, motocyklowy i motocrossowy, drogi dojazdowe, budynek młodzieżowej szkoły sportowej, boksy i garaże. Nieco później ukończono tor kartingowy i hotel dla zawodników. Trasa liczyła 4040 m długości, przy czym można było ją skrócić do 2500 m. Szerokość toru wynosiła 12 m na prostych i 14 m w zakrętach. Prosta startowa miała 550 m długości i 18 m szerokości. Różnica wzniesień nie przekraczała 16 m. Trybuny mogły pomieścić 800 widzów. Pierwsze wyścigi samochodowe odbyły się na gruzińskim torze w 1979 roku i były to mistrzostwa ZSRR, obejmujące Formułę 3, Formułę Easter i klasę IV. Istotną wadą z punktu widzenia popularności było dalekie położenie toru w Rustawi od ośrodków sportów motorowych w Kijowie, Moskwie i krajach bałtyckich. Z tego powodu tor gościł stosunkowo niewiele imprez, wliczając w to mistrzostwa ZSRR i Gruzińskiej SRR. Kiepska organizacja zawodów, wliczając w to poziom sędziowania, warunki pracy ze sprzętem i pomoc medyczną, a także niedostateczna jakość toru i bezpieczeństwa powodowały skargi uczestników. Z uwagi na brak poprawy, położenie, złą jakość toru, słabą organizację zawodów i napięcia polityczne w Gruzji, w 1989 roku zrezygnowano z rozgrywania wyścigów na torze. Plany wykupu toru przez AwtoWAZ nie zostały zrealizowane i tor został całkowicie porzucony, będąc używanym przeważnie przez amatorów.
W 2009 roku tor został zakupiony przez właściciela ArtTech, Szotę Abkchazawę. W 2011 roku Abkchazawa zainwestował około dwadzieścia milionów dolarów w renowację obiektu. Dodano nowy tunel i dwa mosty dla widzów, ustawiono czternaście świateł sygnalizacyjnych i sieć światłowodową zapewniającą systemy pomiaru czasu. Postawiono nowe boksy na styl budynków Silverstone, a także trybuny na 8500 widzów. Główna pętla ma długość 4140 m, jednak można skorzystać również z krótszych tras o dłługościach 2140 m i 1338 m. Tor zyskał oficjalną nazwę Rustavi International Motorpark i został otwarty w kwietniu 2012 roku z udziałem prezydenta Gruzji Micheila Saakaszwiliego. Od tamtego czasu na torze odbywają się m.in. wyścigi Legends oraz Formuły Alfa.